# Furcilla dorothyae
Furcilla dorothyae là một loài ruồi trong họ Asilidae. Furcilla dorothyae được Martin miêu tả năm 1975. Loài này phân bố ở vùng Tân Bắc giới.